# فوکر اف.۲۹
فوکر اف. ۲۹ (به انگلیسی: Fokker F.29) یک هواپیمای ساختِ فوکر است . 